# Жовква Ольга Іванівна
Жóвква Ольга Іванівна (нар. 13 квітня 1981, Київ) — український архітектор, архітектурознавець, доктор архітектури, професор кафедри архітектурного проектування цивільних будівель і споруд Київського національного університету будівництва і архітектури

## Біографія
Закінчила з відзнакою архітектурний факультет (2003) та аспірантуру (2007) Київського національного університету будівництва і архітектури.
Кандидат архітектури (2008), доктор архітектури (2017). Тема кандидатської: «Принципи архітектурно-планувальних рішень православних духовних закладів», докторської: «Типологічні основи архітектурно-планувальної організації духовних навчальних закладів».
У 2001 — архітектор ПАТ «Київпроект», 2003 — в «Центрі містобудування та архітектури» Київської міської державної адміністрації, з 2004 по теперішній час — провідний фахівець в Департаменті містобудування та архітектури КМДА.
З 2013 за сумісництвом — доцент, з 2018 — професор кафедри архітектурного проектування цивільних будівель і споруд Київського національного університету будівництва і архітектури.

## Нагороди і премії
- 2010 — орден Св. Анни Української православної церкви.
- 2013 — лауреат премії Академії будівництва України імені академіка М. С. Буднікова.
- заслужений діяч науки і техніки України[3].

## Професійні членства
- 2010 — дійсний член (академік) Академії будівництва України (член-кореспондент з 2005).
- 2005 — член Національної спілки архітекторів України.

## Сфера інтересів
Архітектура громадських будівель і споруд (зокрема сакральних); архітектура житлових будівель; дизайн інтер'єру житлових і громадських будівель; станковий і монументальний живопис.
Персональні виставки живопису і графіки «Архітектурні мотиви». Спільно з групою художників-реставраторів працювала над відтворенням втраченої монументального живопису Троїцького храму Свято-Троїцького Іонинського монастиря в Києві.

## Публікації
Книги:
- Архітектура православних духовних Навчальних Закладів України. — Чернівці: Друк Арт, 2009. — 192 с .: іл.
- Application of the principle of confession tolerance and multiculturalism in the design of religious educational establishments // Association agreement: from partnership to cooperation / Ed. by M. Dei, O. Rudenko. — : Accent Graphics Communications & Publishing, 2018. — 276 p. (Collective monograph).

Понад сімдесят статей в міжнародних і українських спеціалізованих наукових і популярних виданнях.